# Lwowska szkoła antropologiczna
Lwowska szkoła antropologiczna – polska antropologiczna szkoła naukowa.
Twórcą lwowskiej szkoły antropologicznej jest Jan Czekanowski (w 1913 objął na Uniwersytecie Lwowskim kierownictwo Zakładu Antropologiczno-Etnologicznego). Postulował on wprowadzenie do antropologii metod charakteryzujących nauki ścisłe. Wprowadził on do antropologii metody statystyki matematycznej. Zastosował ją do obliczania składu rasowego, porównywania różnych populacji ludzkich, wnioskowania co do ich pokrewieństwa, pochodzenia, kierunków migracji itp. W tym celu opracował tzw. tablicę Czekanowskiego (macierz odległości i podobieństw) oraz diagram Czekanowskiego (metoda porządkowania tablicy). Były to metody pionierskie w skali światowej. W wyniku prac jego i uczniów stworzono pierwszą w świecie syntezę z zakresu antropologii etnicznej.
Do uczniów i kontynuatorów lwowskiej szkoły antropologicznej można zaliczyć licznych czołowych antropologów polskich takich jak m.in. Jan Mydlarski, K. Wiązowski, I. Michalski, H. Milicerowa, W. Stęślicka, K. Modrzewska, T. Dzierżykray-Rogalski, Bolesław Rosiński, Karol Stojanowski, Stanisław Klimek, Stanisław Żejmo-Żejmis, Adam Wanke, Franciszek Wykrój, Konstanty Sobolski, Rościsław Jendyk, Salomon Czortkower, Tadeusz Henzl.
W opozycji do metodologii lwowskiej szkoły uformowały się w polskiej antropologii inne kierunki.